# Акимовка (Херсонская область)
Аки́мовка (укр. Якимівка) — село в Генической городской общине Генического района Херсонской области Украины.
Население по переписи 2001 года составляло 1 человек. Почтовый индекс — 75520. Телефонный код — 5534. Код КОАТУУ — 6522180407.